# 魏英
魏英（1460年—1518年），字士華，號赧古，浙江慈溪县（今属余姚）人，明朝政治人物。

## 生平
浙江鄉試第十五名。成化十七年（1481年）登辛丑科進士，授南京太常寺博士。擢監察御史，歷陞湖廣按察副使，江西右布政使，雲南左布政使。正德六年（1511年）二月，遷都察院右副都御史，巡撫貴州。正德七年（1512年）三月二十五日，致仕。正德十三年（1518年）二月，卒，享年五十九岁。
在贵州巡抚任上，一代理学大家王阳明曾应贵州提学副使席书之邀，在贵阳书院讲学。魏英曾视察书院，并听讲了王阳明“知行合一”之说。

## 家族
曾祖魏尚圓；祖父魏文；父魏元吉，母馮氏。具慶下。